# NGC 5528
NGC 5528 este o liner situată în constelația Boarul. A fost descoperită în 23 martie 1887 de către Lewis A. Swift. Se află la o distanță de 106,79 megaparseci de Pământ.